# Opera cantonese
L'opera cantonese (cinese tradizionale: 1. 粵劇; 2. 大戲; 3. 神功戲; Jyutping: 1. Jyut6 kek6; 2. daai6 hei3; 3. san4 gung1 hei3; pinyin: 1. Yuè jù; 2. dà xì; 3. shén gōng xì) è uno dei principali generi dell'opera cinese e trae origine dalla cultura cantonese della Cina meridionale. Ha grande popolarità nel Guangdong, nel Guangxi, a Hong Kong, Macao, Singapore e in Malaysia. Al pari delle altre versioni dell'opera cinese, è una forma di arte cinese tradizionale, che unisce musica, canto, arti marziali, acrobazie e recitazione. Il nome 粵劇 (Jyut6 kek6) non deve essere confuso con 越劇 (Yuèjù), il teatro dello Zhejiang.

## Storia
Le origini dell'opera cantonese sono tuttora discusse, ma è generalmente accettato che la forma operistica fu importata dal nord della Cina e introdotta lentamente nella provincia meridionale del Guangdong alla fine del XIII secolo, durante la tarda dinastia Song meridionale. Già nel XII secolo era comunque presente una forma teatrale chiamata "stile meridionale" (cinese: 南戲 (cantonese: Narm4 hei3, cinese: Nánxì)), che veniva rappresentata nei teatri pubblici di Hangzhou, allora capitale della dinastia Song meridionale. Con l'invasione delle orde mongole, l'imperatore Gong, chiamato Zhào Xiǎn (趙顯 Chiu Hin), fuggì con centinaia di migliaia di Song nella provincia di Guangdong nel 1276. Tra queste persone vi erano anche alcuni artisti di Narm hei del nord, che portarono la loro arte nel Guangdong, gettando le basi per le prime forme dell'opera cantonese.
Molte famose opere rappresentate oggi, come La spilla per capelli di porpora e Ringiovanimento del fiore di prugna rosso, ebbero origine durante la dinastia Yuan, con le liriche e i testi in cantonese. Fino al XX secolo tutti i ruoli femminili erano affidati a uomini.

### Sviluppo a Hong Kong
A partire dagli anni 1950, massicce ondate di immigranti abbandonarono Shanghai per Hong Kong, stabilendosi ad esempio in zone come North Point (nella parte orientale della città). Il loro arrivo aumentò enormemente le schieere degli appassionati dell'opera cantonese, che conobbe un grande sviluppo. Negli ultimi anni, tuttavia, si è avuta una forte crisi: molte compagnie di opera hanno chiuso e oggi ne restano solo poche che si dedicano a questa forma artistica ad Hong Kong. Anche molti teatri che ne ospitano le rappresentazioni stanno chiudendo: il Sunbeam Theatre è una delle poche strutture ancora attive.
Per rilanciare l'opera cantonese, l'Associazione degli Artisti Cantonesi di Hong Kong nel 1998 iniziò a gestire un corso serale part-time per un diploma di formazione nell'opera cantonese con l'assistenza della Hong Kong Academy for Performing Arts. Nel 1999, quindi l'Associazione e l'Accademia istituirono poi un programma per un diploma biennale diurno in arti dello spettacolo, mirato a formare attori e attrici professionisti dell'opera cantonese. A partire dal successivo anno accademico, fu avviato anche un corso avanzato per il perfezionamento degli attori dell'opera.
Negli ultimi anni, il Consiglio per lo Sviluppo delle Arti di Hong Kong Arts ha concesso borse di studio per corsi di opera cantonese rivolti a bambini e ragazzi presso il Love and Faith Cantonese Opera Laboratory. Il Dipartimento per il Tempo Libero e i Servizi Culturali ha anche finanziato, attraverso la filiale di Hong Kong dell'Associazione Internazionale dei Critici Teatrali, il cosiddetto "Piano degli Ambasciatori Culturali dell'Opera Cantonese", per promuovere le produzioni cinesi tradizionali all'interno della comunità.

## Caratteristiche
L'opera cantonese condivide molte caratteristiche comuni con altri generi teatrali cinesi. Per molti commentatori costituisce motivo d'orgoglio l'idea che tutti gli stili teatrali cinesi siano simili (sia pure con lievi differenze), in quanto espressione della comune tradizione del teatro musicale cinese, e che quindi gli aspetti o i principi basilari siano coerenti tra le varie forme locali di rappresentazione. Così, la musica, il canto, le arti marziali, le acrobazie e la recitazione sono tutte presenti nell'opera cantonese. La maggior parte delle trame si basano sulla storia cinese e su famosi classici e miti cinesi. Inoltre, nei drammi traspaiono spesso anche la cultura e la filosofia del popolo cinese, insieme a valori tradizionali come lealtà, morale, amore, patriottismo e fedeltà.
Alcuni caratteri particolari dell'opera cantonese sono:
1. Cing sik sin (程式煽; Jyutping: cing4 sik1 sin3) - l'espressione formulare, formalizzata.
2. Heoi ji seng (虛擬醒; Jyutping: heoi1 ji5 seng2) - l'astrazione, il distanziamento dalla realtà.
3. Sin ming sing (鮮明勝; Jyutping: sin1 ming4 sing1) - l'impostazione netta, distinta, priva di ambiguità, ben definita.
4. Zung hap ngai seot jing sik (綜合藝術形式; Jyutping: zung3 hap6 ngai6 seot6 jing4 sik1) - una forma d'arte composita o sintetica.
5. Sei gung ng faat (四功五法; Pinyin: sì gōng wǔ fǎ; Jyutping: sei3 gung1 ng5 faat3) - le quattro abilità e i cinque metodi.

Le quattro abilità e i cinque metodi sono una semplice codificazione delle aree di formazione che gli artisti devono padroneggiare e una metafora degli artisti con la formazione più completa e accurata. Le quattro abilità si applicano all'intero spettro della formazione vocale e drammatica: canto, recitazione/movimenti, dizione e abilità marziali/ginniche; mentre i cinque metodi sono categorie di tecniche associate a specifiche parti del corpo: mani, occhi, corpo, capelli e tecniche dei piedi/della camminata.

## Significato
Prima della diffusione dell'istruzione formale tra la generalità della popolazione, l'opera cantonese non aveva unicamente scopi d'intrattenimento, ma svolgeva anche un'importante funzione educativa nei confronti dei suoi spettatori, veicolando messaggi e valori morali in linea con la visione della corte imperiale. Così, ad esempio, il teatro veniva usato per promuovere l'idea di essere leali all'imperatore e amare il regno (忠君愛國). Per questa ragione, il governo controllava frequentemente il teatro e bandiva qualsiasi produzione che potesse trasmettere o implicare messaggi ritenuti inappropriati.

## Interpreti e ruoli

### Tipi di dramma
Ci sono due tipi drammi dell'opera cantonese: mou (武, "arti marziali") e man (文, "estremamente erudito", spec. nella poesia e nella cultura). I drammi mou enfatizzano la guerra, essendo i personaggi di solito generali o guerrieri. Queste opere contengono scene di azione e implicano l'uso di molte armi e armature. I drammi man tendono a essere più delicati ed eleganti. I personaggi principali in questi drammi sono degli studiosi. Le maniche di acqua (vedi Termini di uso frequente) sono usate ampiamente nei drammi man per produrre movimenti che riflettano l'eleganza e la delicatezza dei personaggi; tutti i personaggi femminili le portano. Nei drammi man, inoltre, i personaggi mettono molto sforzo nel creare espressioni del viso e gesti caratteristici per esprimere le loro emozioni interiori.

### Ruoli
I ruoli dell'opera cantonese sono quattro: Sang, Daan, Zing e Cau.

#### Sang(生)
Sono i ruoli maschili dell'opera. Come in altre opere cinesi, anche in quella cantonese esistono diversi tipi di ruoli maschili, quali:
- Siu2 Sang1 (小生) - Letteralmente, giovane gentiluomo; è il ruolo di un giovane studioso.
- Mou5 Sang1 (武生) - Ruolo maschile del guerriero.
- Siu2 Mou5 Sang1 (小武生) - Giovane guerriero (di solito non l'attore protagonista ma un ruolo più acrobatico).
- Man4 Mou5 Sang1 (文武生) - Letteralmente, uomo marziale civilizzato; questo ruolo è noto come quello di un guerriero-studioso dal volto rasato.
- Lou5 Sang1 (老生) - Ruolo di un vecchio.
- Sou1 Sang1 (鬚生) - Ruolo con la barba.

#### Daan(旦)
Si tratta dei ruoli femminili dell'opera cantonese. Le diverse forme di personaggi femminili sono:
- Faa1 Daan2 (花旦) - Letteralmente 'fiore' del ballo, questo ruolo è conosciuto come quello di una bella giovane.
- Yi6 Faa1 Daan2 (二花旦) - Letteralmente, secondo fiore, è noto come un ruolo femminile secondario.
- Mou5 Daan2 (武旦) - Ruolo femminile della guerriera.
- Dou1 Maa5 Daan2 (刀馬旦) - Ruolo di una giovane guerriera.
- Gwai1 Mun4 Daan2 (閨門旦) - Ruolo di una dama virtuosa.
- Lou5 Daan2 (老旦) - Ruolo di donna anziana.

#### Zing(淨)
Questi personaggi sono conosciuti per i volti dipinti. Sono spesso ruoli maschili come eroi, generali, banditi, dei o demoni. I volti dipinti sono di solito:
- Man4 Zing2 (文淨) - Personaggio dal volto dipinto che enfatizza il canto.
- Mou5 Zing2 (武淨) - Personaggio dal volto dipinto che enfatizza le arti marziali.

Alcuni personaggi con i volti dipinti sono:
- Zhang Fei (張飛; Zœng1 Fei1) e Wei Yan (魏延; Ngai6 Jin4) da Le tre umiliazioni di Zhou Yu (三氣周瑜; Saam1 Hei3 Zau1 Jyu4).
- Xiang Yu (項羽; Hong6 Jyu5) da Addio mia concubina (霸王別姬; Baa3 Wong4 Bit6 Gei1).
- Sun Wukong (孫悟空; Soyun1 Ng6 Hung1) e Sha Wujing (沙悟凈; Saa1 Ng6 Zing6) da Viaggio in Occidente (西遊記; Sai1 Jau4 Gei3).

#### Cau (丑)
Si tratta delle figure dei pagliacci dell'opera cantonese. Alcuni esempi sono:
- Cau2 Sang1 (丑生) - Pagliaccio maschile.
- Cau2 Daan2 (丑旦) - Pagliaccio femminile.
- Man4 Cau2 (文丑) - Maschio civilizzato buffonesco.
- Coi2 Daan2 (彩旦) - Pagliaccio femminile più anziano.
- Mou5 Cau2 (武丑) - Ruolo comico acrobatico.

## Elementi visivi

### Trucco

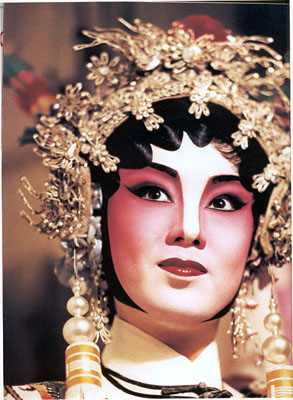
Un generale donna

Applicare il trucco per l'opera cantonese è un processo lungo e specializzato. Uno degli stili più comuni è il "volto bianco e rosso": un'applicazione di un fondotinta bianco e di un colore rosso intorno agli occhi che sbiadisce sul fondo alle guance. Le sopracciglia sono nere e talvolta allungate. Di solito, i personaggi femminili hanno sopracciglia più sottili dei maschi. Ci sono trucchi neri intorno agli occhi con una forma simile agli occhi di una fenice cinese (鳳眼; fung6 ngaan5). Il rossetto è di solito rosso brillante (口唇膏; hau2 seon4 gou1).
Agli attori vengono sollevati temporaneamente i lineamenti del volto tenendo su la pelle con un nastro sul retro della testa. Questo solleva gli angoli degli occhi, producendo uno sguardo autoritario.
Ogni ruolo ha il proprio stile di trucco role: il pagliaccio ha una grande chiazza bianca in mezzo al viso, ad esempio. Un personaggio malato ha una sottile linea rossa che punta verso l'alto in mezzo alle sue sopracciglia. I ruoli dei personaggi aggressive e frustrati hanno spesso una forma di freccia che sbiadisce sulla fronte in mezzo alle sopracciglia (英雄脂; jing1 hung4 zi1).
I personaggi maschili forti portano un trucco con il "volto aperto" (開面; hoi1 min4). Il trucco di ogni personaggio ha le sue caratteristiche distinte, con modelli e una colorazione simbolici.

### Costumi

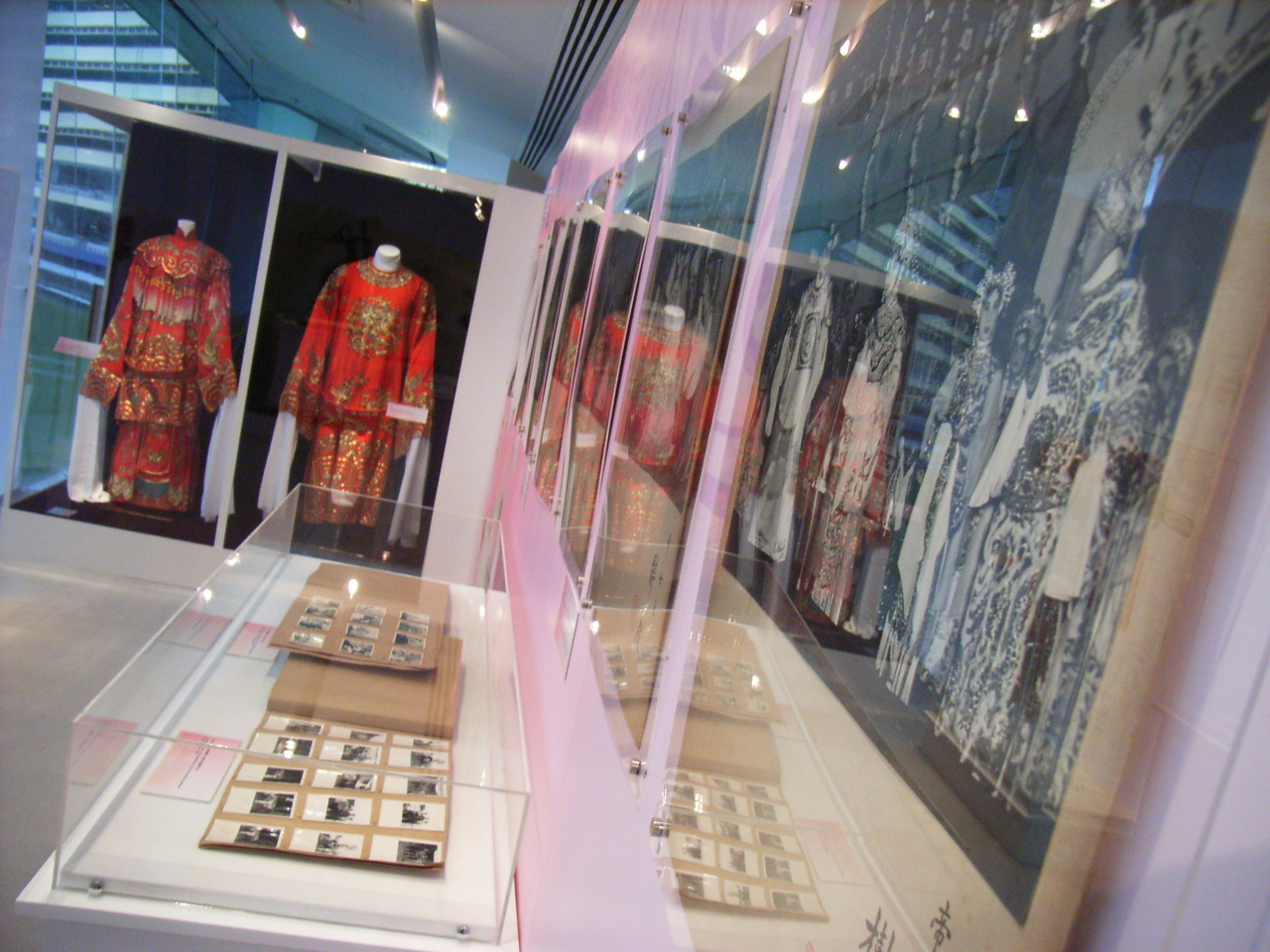
Un'esposizione che mostra costumi dell'opera cantonese

I costumi corrispondono al tema dell'opera e indicano il personaggio di ciascun ruolo.
Come menzionato sopra, ogni tipo di dramma è associato a particolari costumi. Le maniche d'acqua nei drammi man (文) possono essere attaccate alla vita o ai fianchi della zona dei seni. I costumi possono essere a un petto solo o a doppio petto.
I costumi indicano anche lo status del personaggio. I personaggi di status inferiore, come le donne, indossano vestiti meno elaborati, mentre quelli di rango superiore hanno costumi più decorativi.

### Acconciature, cappelli ed elmi
I cappelli e gli elmi indicano lo stato sociale, l'età e la capacità: gli studiosi e gli ufficiali indossano cappelli neri con ali nere su entrambi i lati; i generali indossano elmi con le piume della coda dei fagiani; i soldati indossano cappelli normali, e i re indossano corone. Le regine e le principesse hanno elmi ingioiellati. Se un cappello o un elmo è tolto, questo indica che il personaggio è esausto, frustrato o pronto ad arrendersi.
Anche le acconciature possono esprimere le emozioni di un personaggio: i guerrieri esprimono la loro tristezza nel perdere una battaglia agitando le loro code di cavallo. Per i ruoli femminili, le crocchie indicano una fanciulla, mentre una donna sposata ha un dai tau (低頭).
Nelle leggende dei Tre Regni, Zhao Yun e specialmente Lü Bu sono descritti molto frequentemente mentre indossano elmi con piume di coda di fagiano; questo trae origine proprio dall'opera cantonese, non dai costumi della loro era, sebbene sia una convenzione che era già in uso sotto la dinastia Qing o anche prima.

## Elementi sonori

### Tipi di linguaggio
I commentatori tracciano una distinzione essenziale fra testo cantato e parlato, sebbene il confine sia problematico. I tipi di linguaggio sono molto vari: uno è quasi identico al cantonese colloquiale standard, mentre un altro è un modo molto scorrevole e raffinato di pronunciare un brano di poesia; alcuni hanno una forma o un'altra di accompagnamento strumentale mentre altri non ne hanno; e alcuni servono a funzioni abbastanza specifiche, mentre altri sono più ampiamente adattabili alla varietà delle esigenze drammatiche.
L'opera cantonese usa il cinese o Guān Huà (官話; cantonese: Gun1 Waa6/2) quando gli attori sono coinvolti con il governo, la monarchia o l'esercito. Può anche oscurare parole che sono tabù o irriverenti per il pubblico. L'attore può scegliere di parlare in qualsiasi dialetto del mandarino, ma l'antica variante dello Zhōngzhōu (中州; cantonese: Zung1 Zau1) è la scelta principale nell'opera cantonese. Lo Zhōngzhōu è situato nell'odierna provincia di Hénán (河南) dov'è considerato la "culla della civiltà cinese" e vicino al Fiume Giallo o Huáng Hé (黃河). Il Guān Huà conserva molti dei suoni iniziali di numerosi dialetti mandarini moderni, ma usa le iniziali e code sillabiche del cinese medio. Per esempio, le parole 張 e 將 sono entrambe pronunciate come /tsœːŋ˥˥/ (jyutping: zœng1) nel cantonese moderno, ma saranno profferte rispettivamente come /tʂɑŋ˥˥/ (pinyin: zhāng) e /tɕiɑŋ˥˥/ (pinyin: jiāng) nel Guān Huà operistico. Inoltre, la parola 金 è pronunciata come /kɐm˥˥/ (jyutping: gam1) in cantonese moderno e /tɕin˥˥/ (pinyin: jīn) in mandarino standard, ma il Guān Huà operistico userà /kim˥˥/ (pinyin: gīm). Tuttavia, gli attori tendono a usare suoni cantonesi quando parlano mandarino. Ad esempio, il comando per "andare via" è 下去 ed è articolato come /saː˨˨ tsʰɵy˧˧/ in Guān Huà operistico in confronto a /haː˨˨ hɵy˧˧ / (jyutping: haa6 heoi3) in cantonese moderno e /ɕi̯ɑ˥˩ tɕʰy˩/ (pinyin: xià qu) in mandarino standard.

### Musica

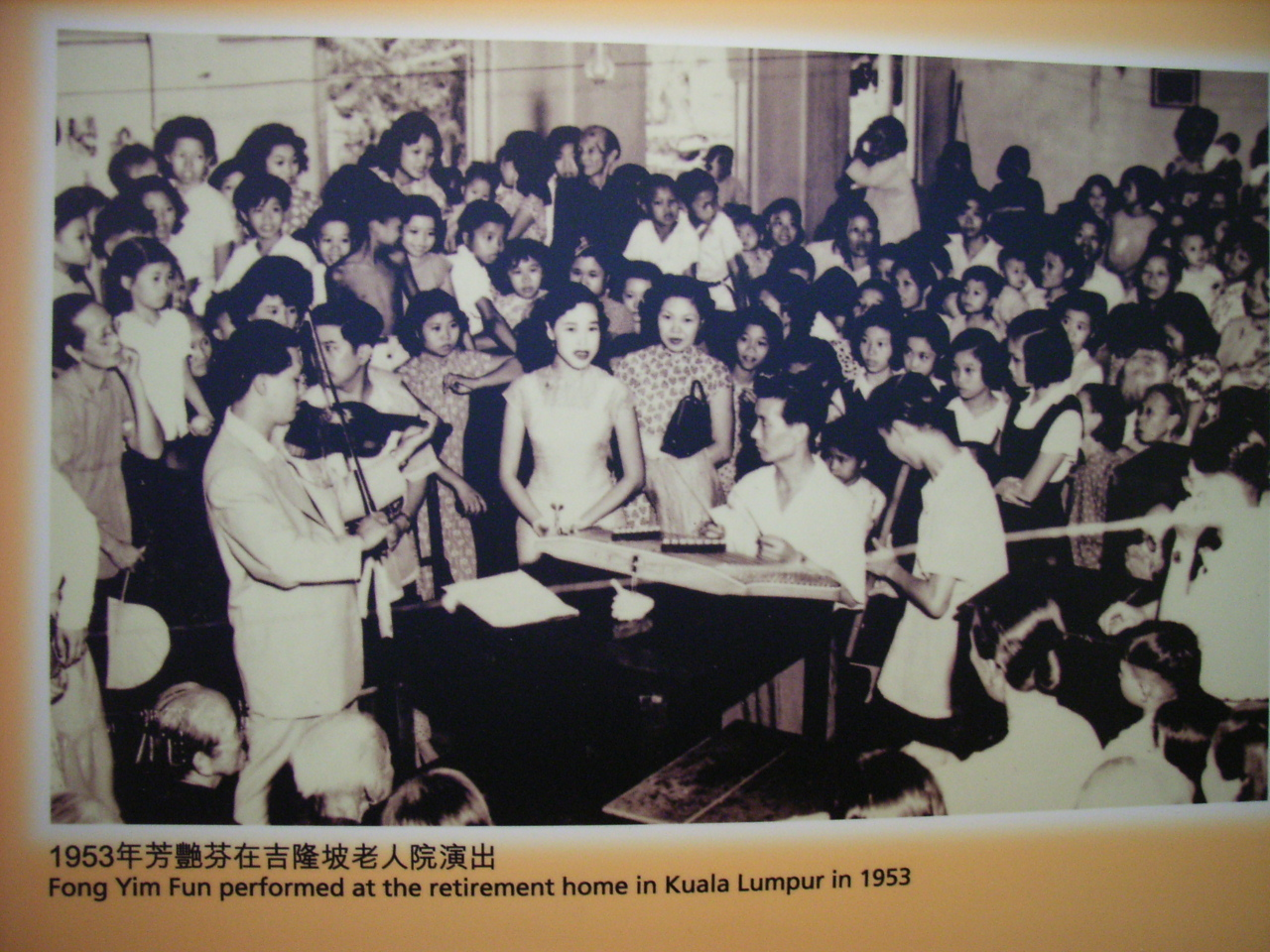
Fong Yeem Fun, famoso artista dell'opera cantonese, durante un'esibizione nel 1953

I brani dell'opera cantonese opera sono classificati o come "teatrali" o come "canto da palcoscenico" (歌壇). Lo stile di musica teatrale è ulteriormente classificato in musica occidentale (西樂) e musica cinese (中樂). Mentre lo stile del "canto da palcoscenico" è sempre musica occidentale, lo stile teatrale può essere musica cinese oppure occidentale. Le "quattro grandi voci maschili" (四大平喉) erano importanti esponenti dello stile del "solista da palcoscenico" all'inizio del XX secolo.
La musica occidentale nell'opera cantonese è accompagnata da corde, legni, ottoni più strumenti elettrificati. I testi sono scritti per adattarsi alle melodie del dramma, sebbene una sola canzone possa contenere molteplici melodie, essendo gli interpreti in grado di aggiungere i propri elementi. Se una canzone è ben eseguita dipende dal coinvolgimento emotivo e dall'abilità degli interpreti.

### Strumenti musicali

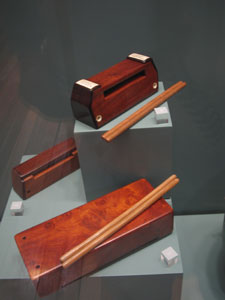
Il bāngzi (梆子) è uno dei principali strumenti usati nell'opera cantonese

La musica strumentale cantonese era chiamata ching yam anteriormente all'istituzione della Repubblica Popolare nel 1949. I motivi strumentali cantonesi sono usati nell'opera cantonese, o come musica strumentale casuale occasionale o come motivi fissi per i quali erano composti nuovi testi, fin dagli anni 1930.
L'uso degli strumenti nell'opera cantonese è influenzato sia dalla cultura occidentale che da quella orientale. La ragione di questo è che Canton fu uno dei primi luoghi in Cina a stabilire relazioni commerciali con le civiltà occidentali. Inoltre, Hong Kong fu esposta a una pesante influenza occidentale quando era una colonia britannica. Questi fattori contribuirono agli elementi occidentali che si osservano nell'opera cantonese.
Ad esempio, l'uso dell'erhu (fidula a due corde con archetto), dei sassofoni, delle chitarre e delle conga hanno dimostrato quanto diversificati siano gli strumenti musicali nell'opera cantonese.
Gli strumenti musicali sono divisi principalmente in tipi melodici e percussivi.
Gli strumenti musicali tradizionali usati nell'opera cantonese includono fiati, corde e percussioni. I fiati e le corde abbracciano winds l'erhu, il gaohu, lo yehu, lo yangqin, il pipa, il dizi e lo houguan, mentre la percussione comprende molti diversi tipi di tamburi e di piatti. La percussione controlla il ritmo e l'andatura complessivi della musica, mentre il gaohu guida l'orchestra. Uno stile più marziale prevede l'uso del suona.
La formazione strumentale dell'opera cantonese è composta da due sezioni: la sezione melodica e quella delle percussioni. La sezione delle percussioni ha il proprio vasto repertorio di materiali musicali, generalmente chiamati lo gu dim (鑼鼓點) o semplicemente lo gu (鑼鼓). Questi "modelli percussivi" servono a una varietà di funzioni specifiche.
Per vedere le immagini e ascoltare i suoni degli strumenti, si visiti
 e .

## Termini di uso frequente
- Piume di fagiano (雉雞尾; cantonese: Ci4 Gai1 Mei5)

Sono attaccate all'elmo nei drammi mou (武), e sono usate per esprimere le abilità e le espressioni del personaggio. Sono indossate sia da personaggi maschili che femminili.
- Maniche d'acqua (水袖; cantonese: Seoi2 Zau6)

Si tratta di lunghe maniche fluenti che possono essere agitate e fatte ondeggiare come acqua, usate per facilitare gesti emotivi ed effetti espressivi sia dagli uomini che dalle donne nei drammi man (文).
- Movimenti delle mani (手動作; cantonese: Sau2 Dung6 Zok3)

I movimenti delle mani e delle dita riflettono la musica come pure l'azione del dramma. Le donne tengono le loro mani nell'elegante forma del "loto" (荷花手; cantonese: Ho4 Faa1 Sau2).
- Tavola rotonda/Camminata (圓臺 o 圓台; cantonese: Jyun4 Toi4)

Una caratteristica basilare dell'opera cantonese, il movimento della camminata è uno dei più difficili da padroneggiare. Le donne fanno passi molto piccoli e sollevano il corpo per dare una sensazione di distacco. Gli attori maschi fanno passi più grandi, il che implica percorrere grandi distanze. Gli attori scivolano attraverso il palcoscenico mentre la parte superiore del corpo non si muove.
- Stivali (高靴; cantonese: Gou1 Hœ1)

Sono stivali neri con suole bianche alte indossate dagli uomini, che possono ostacolare la camminata.
- Gwo Wai (過位; cantonese: Gwo3 Wai6/2)

È un movimento in cui due interpreti si muovono in maniera incrociata verso i lati opposti del palcoscenico.
- Deoi Muk (對目; cantonese: Deoi3 Muk6)

In questo movimento, due interpreti camminano in cerchio fronteggiandosi e poi tornano nelle loro posizioni originali.
- "Trainare le montagne"' (拉山; cantonese: Laai1 Saan1) e "Mani a nuvola" (雲手; cantonese: Wan4 Sau2)

Sono i movimenti basilari delle mani e delle braccia. Questi sono i movimenti fondamentali PIÙ IMPORTANTI di TUTTE le opere cinesi. TUTTI gli altri movimenti e abilità sono basati su questa forma.
- Passo in fuori (出步; cantonese: Ceot1 Bou6)

È un effetto di scivolamento usato nella camminata.
- Piccolo balzo (小跳; cantonese: Siu2 Tiu3)

Molto comune nei drammi mou (武), l'attore batte i piedi prima di camminare.
- Gamba volante (飛腿; cantonese: Fei1 Teoi2)

Un calcio semicircolare.
- Ondeggiare i capelli (旋水髮; cantonese: Syun4 Seoi2 Faat3)

Un'oscillazione circolare della coda di cavallo, che esprime profonda tristezza e frustrazione.
- Fibbia sul petto/Fiore (繡花; cantonese: Sau3 Faa1)

Una decorazione a forma di fiore portata sul petto. Un fiore rosso sull'uomo significa che è fidanzato.
- Frusta da cavallo (馬鞭; cantonese: Maa5 Bin1)

Gli interpreti fanno roteare una frusta e camminano per imitare una cavalcata.
- Sifu (師傅; cantonese: Si1 Fu6/2)

Letteralmente, maestro, è un termine per gli interpreti e gli insegnanti esperti.